# کلرتولورن
کلرتولورن (به انگلیسی: Chlortoluron) با فرمول شیمیایی C۱۰H۱۳ClN۲O یک ترکیب شیمیایی با شناسه پاب‌کم ۲۷۳۷۵ است؛ که جرم مولی آن ۲۱۲٫۶۷۶۰۲ می‌باشد.